# Перелік мінцмейстерів монетних дворів Російської імперії
Мінцме́йстер (нім. Münzmeister, від Münze — монета, і Meister — майстер)  — чиновник, що відповідав за виробництво монет на монетному дворі. Під загальною назвою посади мінцмейстер часто об'єднували відповідні або близькі посади: пробувальний майстер, начальник монетного переділу, керуючий монетним переділом і керуючий механічною частиною. В Табелі про ранги Петра I мінцмейстер займав XII клас серед цивільних (статських) чинів . Ініціали мінцмейстера карбувались на монетах, до випуску яких він був причетний .

## Знаки мінцмейстерів монетних дворів Російської імперії

### Московський монетний двір
| Знак                  | Мінцмейстер                                                                   | Роки карбування знаку |
| ILL, IL, ИЛ, LL, L, I | Iohann Luvis Lang (Іоган Лювіс Ланг — в російській інтерпретації Іван Ланг)   | 1707 — 1719           |
| DL                    | Diterik Leefkien (Дітерік Лефкен — в російській інтерпретації Тимофій Левкін) | 1711 — 1713           |
| А                     | невідомий, можливо Афанасьєв                                                  | 1751                  |
| ІШ                    | Ілля Шагін                                                                    | 1752 — 1753           |
| EI, I, E              | Єгор Іванов                                                                   | 1752 — 1770           |
| ІП                    | Іван Плавільщіков                                                             | 1753 — 1754           |
| МБ                    | Михайло Бобровщиков                                                           | 1754 — 1757           |
| ДМ                    | Данило Мочалкін                                                               | 1762 та 1770          |
| АШ                    | Олексій Шнезе                                                                 | 1766 та 1768          |
| СА                    | Степан Афанасьєв                                                              | 1774 — 1775           |

### Петербурзький монетний двір
| Знак   | Мінцмейстер                  | Роки карбування знаку        |
| IM     | Іван Марков                  | 1751 — 1757                  |
| ЯІ, ЯИ | Яків Іванов                  | 1752 — 1766                  |
| НК     | Назар Кутузов                | 1758 — 1763                  |
| СА     | Степан Афанасьєв             | 1764 — 1770                  |
| АШ     | Олексій Шнезе                | 1766 — 1772                  |
| EI     | Єгор Іванов                  | 1767 — 1768                  |
| ЯЧ     | Яків Чернишев Федір Лєсніков | 1770 — 1776 1773 — 1779      |
| ИЗ     | Іван Зайцев                  | 1780 — 1783                  |
| АГ     | Авраам Гоциус                | 1781                         |
| ММ     | Михайло Михайлов             | 1783 — 1784                  |
| ЯА     | Яків Афанасьєв               | 1785 — 1793                  |
| АК     | Андрій Коцберг               | 1793 — 1795                  |
| IC     | Іван Сабельников             | 1795 — 1796                  |
| ГЛ     | Григорій Львов               | 1797                         |
| ФЦ     | Федір Цетреус                | 1797 — 1801                  |
| МБ     | Михайло Бобровщиков          | 1798 — 1800                  |
| ОМ     | Осип Мейджер                 | 1798 — 1801                  |
| АИ     | Олексій Іванов               | 1799 — 1800                  |
| АИ, AI | Олександр Іванов             | 1801 — 1803                  |
| ФГ     | Федір Гельман                | 1803 — 1817                  |
| ХЛ     | Христофор Лео                | 1803 — 1805                  |
| МК     | Михайло Клейнер              | 1808 — 1811                  |
| МФ     | Михайло Федоров              | 1812 — 1822                  |
| ПС, СП | Павло Ступіцин               | 1810 — 1825                  |
| ПД     | Павло Данилов                | 1820 — 1838                  |
| НГ     | Микола Грачьов               | 1825 — 1841                  |
| АЧ     | Олексій Чадов                | 1839 — 1843                  |
| КБ     | Костянтин Бутенєв            | 1844 — 1845                  |
| АГ     | Олександр Гертов             | 1846 — 1857                  |
| ПА     | Павло Алєксєєв               | 1846 — 1852                  |
| HI     | Микола Іосса                 | 1848 1852 — 1855 1866 — 1878 |
| ФБ     | Федір Блюм                   | 1856 — 1861                  |
| ПФ     | Павло Фоллендорф             | 1858 — 1862                  |
| МИ     | Михайло Іванов               | 1861 — 1863                  |
| АБ     | Олександр Білозьоров         | 1863                         |
| АС     | Аггей Свєчін                 | 1864 — 1865                  |
| НФ     | Микола Фоллендорф            | 1864 — 1866 1877 — 1882      |
| СШ     | Сергій Шостак                | 1865 — 1866                  |
| ДС     | Дмитро Сабанєєв              | 1882 — 1883                  |
| АГ     | Аполлон Грасгоф              | 1883 — 1899                  |
| ФЗ     | Залеман                      | 1899 — 1901                  |
| АР     | Олександр Редько             | 1901 — 1905                  |
| ЭБ     | Елікум Бабаянц               | 1899 1906 — 1913             |
| ВС     | Віктор Смірнов               | 1912 — 1917                  |

### Єкатеринбурзький монетний двір
| Знак | Мінцмейстер       | Роки карбування знаку |
| НМ   | Микола Мундт      | 1810 — 1821           |
| ИФ   | Іван Фелькнер     | 1811                  |
| ФГ   | Франц Герман      | 1818 — 1823           |
| ПГ   | Петро Граматчиков | 1823 — 1825           |
| ИШ   | Іван Шевкунов     | 1825                  |
| ИК   | Іван Колобов      | 1825 — 1830           |
| ФХ   | Федір Хвощинський | 1830 — 1837           |
| КГ   | Костянтин Томсон  | 1837                  |
| НА   | Микола Алєксєєв   | 1837 — 1839           |

### Сузунський монетний двір
Знаки мінцмейстерів Сузунського монетного двору поміщені на монетах, що мають позначення «КМ» («коливанська монета»).
| Знак | Мінцмейстер        | Роки карбування знаку |
| ПБ   | Петро Березовський | 1810 — 1811           |
| AM   | Олексій Малєєв     | 1812 — 1817           |
| ДБ   | Дмитро Біхтов      | 1817 — 1818           |
| АД   | Олександр Дейхман  | 1818 — 1821           |
| AM   | Андрій Мевіус      | 1821 — 1830           |

### Колпінський монетний двір
Знаки мінцмейстерів Колпінського монетного двору поміщені на монетах, що мають позначення монетного двору «ІМ» («іжорська монета»), а знак М. Клейнера - ще й на 2 копійках 1810 року з позначенням монетного двору «КМ» («колпінська монета»).
| Знак   | Мінцмейстер     | Роки карбування знаку |
| ФГ     | Федір Гельман   | 1810                  |
| МК     | Михайло Клейнер | 1810 - 1811           |
| ПС, СП | Павло Ступіцин  | 1811 - 1814           |
| ЯВ     | Яків Вільсон    | 1820 - 1821           |

### Тифліський монетний двір
| Знак | Мінцмейстер         | Роки карбування знаку   |
| ПЗ   | Петро Зайцев        | 1804 — 1806             |
| АК   | Олексій Карпінський | 1806 — 1809 1822 — 1824 |
| AT   | Олександр Тріфонов  | 1810 — 1822 1826 — 1831 |
| ВК   | Василь Клейменов    | 1831 — 1833             |

### Варшавський монетний двір
Знаки мінцмейстерів карбувались під гербом, на хвості й на лапі гербового орла, під датою, на гурті монети.
| Знак | Мінцмейстер                       | Роки карбування знаку |
| IB   | Jacub Benik (Якоб Беник)          | 1816 — 1827           |
| FH   | Fryderyk Hunger (Фрідерік Гунгер) | 1827 — 1832           |
| KG   | Karol Gronau (Кароль Гронау)      | 1830 — 1834           |
| IP   | Jerzy Pusz (Ежи Пуш)              | 1834 — 1835           |

### Гельсінгфорський монетний двір
Знаки директорів Гельсінгфорського монетного двору містилися на золотих і срібних монетах для Фінляндії під гербом.
| Знак | Мінцмейстер                     | Роки карбування знаку |
| S    | Soldan (Август Фрідріх Сольдан) | 1864 — 1882           |
| L    | Lihr (Конрад Лір)               | 1889 — 1911           |
| S    | Sundell (Ісаак Сундель)         | 1912 — 1917           |